# Roberts (Buenos Aires)
Roberts es una localidad del partido de Lincoln, en la provincia de Buenos Aires, Argentina. Cuenta con dos equipos de fútbol, comisaría, cuartel de bomberos, casa de la cultura, escuela primaria, escuela secundaria, iglesias, hoteles, restaurantes, kioscos, entre otros.

## Historia
En enero de 1903, se inaugura la estación de ferrocarril. En sus alrededores se fue formando un pequeño pueblo, el cual basó su economía en la producción agropecuaria.
En la década de 1940, la localidad alcanzó un gran desarrollo. Funcionaban numerosos comercios e industrias. La comunidad contaba con la Escuela N.º 25, la biblioteca José Ingenieros y el Club Social de Roberts; además funcionaban las sociedades deportivas Polo Club, Club Atlético Roberts, Club Social San Martín, y las Sociedades de socorros mutuos Española, Cosmopolita e Italiana.
En las tierras cercanas a Roberts, prosperó la actividad agropecuaria representada por productores de cereales, estancias, tambos y criadores de cerdos.

## Fundación
Se ha sostenido siempre que la fecha de fundación ha sido el 11 de noviembre de 1916, día en el que se remataron las tierras que sirven de base al pueblo.
Según datos e informes del Martillero Público Francisco Costa, se puede afirmar que tal remate no se realizó el 11 de noviembre de 1916, sino el domingo 3 de febrero de 1918. Tampoco se llevó a cabo en el local del Hotel Argentino de Lincoln, sino en el mismo Roberts y sobre los mismos terrenos a rematar a dos años de plazo.
De todas manera, dejando aparte la incertidumbre en lo que respecta a la fecha del remate, no se cree que sea esta fecha la que deba tomarse como la de fundación.	
Todos los pueblos y ciudades del país toman como fecha de fundación la que consta en el acta de fundación, o al menos en las nuevas ciudades la fecha del decreto de aprobación para su trazado.
Pues bien, de Roberts se desconoce si existió o existe algún acta, pero se conoce la fecha del decreto y se sabe que dicho decreto fue aprobado con fecha 26 de mayo de 1916. O sea que la fecha de fundación se ha dejado atrasar en 168 días.
Se cree que el 11 de noviembre de 1916 solamente se marcaron los terrenos que serían loteados. Se marcaron los límites, se pasaron las rejas y las franjas de tierra arada serían las calles, todas de 20 metros de ancho, que específica el plano.
De todas maneras, en el pueblo de Roberts se celebra al aniversario los 11 de noviembre de cada año, porque sería algo enredado, y por supuesto muy difícil de aceptar como cierto, el hecho de que cambiasen su tan sabida fecha de fundación.

## Toponimia
Su nombre se debe a John Roberts, quien fuese el primer gerente del Ferrocarril del Oeste.

## Población
Cuenta con 2982 habitantes (según el censo de 2022), lo querepresenta un incremento del 1,4% frente a los 2939 habitantes (Indec, 2001) del censo anterior.
| Gráfica de evolución demográfica de Roberts entre 1960 y 2010 |
|                                                               |
| Fuentes: INDEC                                                |

## Parroquias de la Iglesia católica en Roberts
| Diócesis  | Nueve de Julio |
| --------- | -------------- |
| Parroquia | San Bernardo   |